# Zgornje Roje
Zgornje Roje je naselje v Občini Žalec.